# Chrionema furunoi
Chrionema furunoi is een straalvinnige vissensoort uit de familie van baarszalmen (Percophidae). De wetenschappelijke naam van de soort is voor het eerst geldig gepubliceerd in 1982 door Okamura & Yamachi.